# Алманов, Баймен Алманович
Баймен Алманович Алманов(каз. Баймен Алманұлы Алманов; 1896, аул № 8, по другим данным аул № 2, Иргизский уезд, Тургайская область, Российская империя — 1943) — партийный советский деятель, активный участник гражданской войны и установления советской власти в Казахстане.

## Биография
Родился в ауле № 2 (по другим данным в ауле № 8) Иргизском уезде Тургайской области 1896 году (по другим данным 1895 году) в семье скотовода. По национальности казах.

### Образование
Окончил двухклассное русско-казахское (с казахским интернатом) мужское училище в г. Иргиз (открытую Алтынсариным И.).
В 1916 году окончил учительскую семинарию в г. Актюбинске.

### Деятельность
- С 1916—1918 годы работал учителем Аралтюбинской аульной школы и Карабутакского русско-киргизского училища.
- В 1918—1920 годы секретарь гражданского комитета, председатель правления кооперативного общества «Жардем», заместитель председателя поселкового совета (пос. Карабутак), председатель Иргизского уездного комитета РКП(б) и уездного ревкома. Был одним из командиров красных партизан, служил в РККА (воевал на Актюбинском фронте).
- В 1920 году был секретарем КирЦИКа.
- С ноября 1920 года занимает должность Полномочного председателя КирЦИКа при ЦИКе Туркестанской АССР.
- С октября 1921 года назначен организационно-административным секретарем Президиума КирЦИКа, эту работу Алманов совмещал с педагогической деятельностью.
- В 1922—1923 годы работал председателем Адайского ревкома.
- В 1923—1924 годы представитель КирЦИКа в Комиссии по ликвидации столкновений между казахами и туркменами и член Полномочной комиссии по приему Семиреченской и Сырдарьинской области в состав КАССР.
- Одновременно в 1923—1925 годы совмещал с вышеуказанными должностями должности заместителя председателя, председателя акционерного общества «Кирторг» (г. Оренбург).
- В 1925—1927 годы заместитель управляющего акционерного общества «Казхлебопродукт» (г. Кзыл-Орда).
- В 1927—1929 годы был заведующим организационного отдела Алма-Атинского губкома ВКП(б).
- В 1929—1930 годы инструктор Казкрайкома ВКП(б).
- В 1931—1934 годы директор Казахского государственного педагогического института (г. Алма-Ата).
- В 1934—1937 годы директор Казахского научно-исследовательского института национальной культуры (г. Алма-Ата).
- С апреля по август 1937 года заместитель председателя по вопросам культуры, одновременно начальник сектора культуры Государственной плановой комиссии КазССР.
- 1937—1938 годы начальник Управления государственных заповедников и памятников старины при Совнаркоме КазССР.
- Делегат 9-го Всероссийского съезда Советов (1921 г.) и 3-го съезда Советов Казахстана (1922 г.). Член Президиума КирЦИКа. Делегат 1-го (1921) и 2-го (1922) областных конференций РКП(б).

### Репрессия
Источник: Сведения ДКНБ РК по г.Алматы
«Алманов Баймен
Родился в 1896 г., Актюбинская обл., Иргизский р-н, аул 5.; казах; образование среднее; начальник. Проживал: Алма-Атинская обл., г. Алма-Ата.
Арестован 17 июня 1938 г. УГБ НКВД Каз.ССР.
Приговорен: Особое совещание при НКВД СССР 19 октября 1940 г., обв.: 58-2, 58-7, 58-8, 58-11 УК РСФСР.
Приговор: 8 лет ИТЛ Реабилитирован 18 февраля 1991 г. Прокуратура КазССР УКАЗ ПВС СССР ОТ 16.01.1989
Арестован 17 июня 1938 г. По приговору Особого совещания при НКВД СССР 19 октября 1940 г. осужден на 8 лет исправительно-трудовых лагерей. Скончался 1941 (по другим данным 1943) году в лагере НКВД. Реабилитирован 18 февраля 1991 г.

## Увековечивание памяти
В его честь названа улица в с. Иргизе Иргизского района Актюбинской области.